# 等々力勝
等々力 勝（とどろき まさる、1949年 - ）は、日本の国際機関職員。東京都出身。国際連合開発計画（UNDP）アジア大洋州局元次長。東ティモール民主共和国国家開発庁元アドバイザー。国際協力機構（JICA）社会開発協力計画課課長・同ベトナム、フィリピン事務所長。

## 人物・経歴
1949年東京都生まれ。上智大学卒業。米国・ピッツバーグ大学大学院（公共政策国際関係スクール）修了。国際協力機構（JICA）にて社会開発協力計画課課長、ベトナム、フィリピン事務所長、国際連合開発計画（UNDP）にてアジア大洋州局次長を歴任。その後、2011年から2015年まで東ティモール民主共和国国家開発庁アドバイザーを歴任。